# 에다 무솔리니

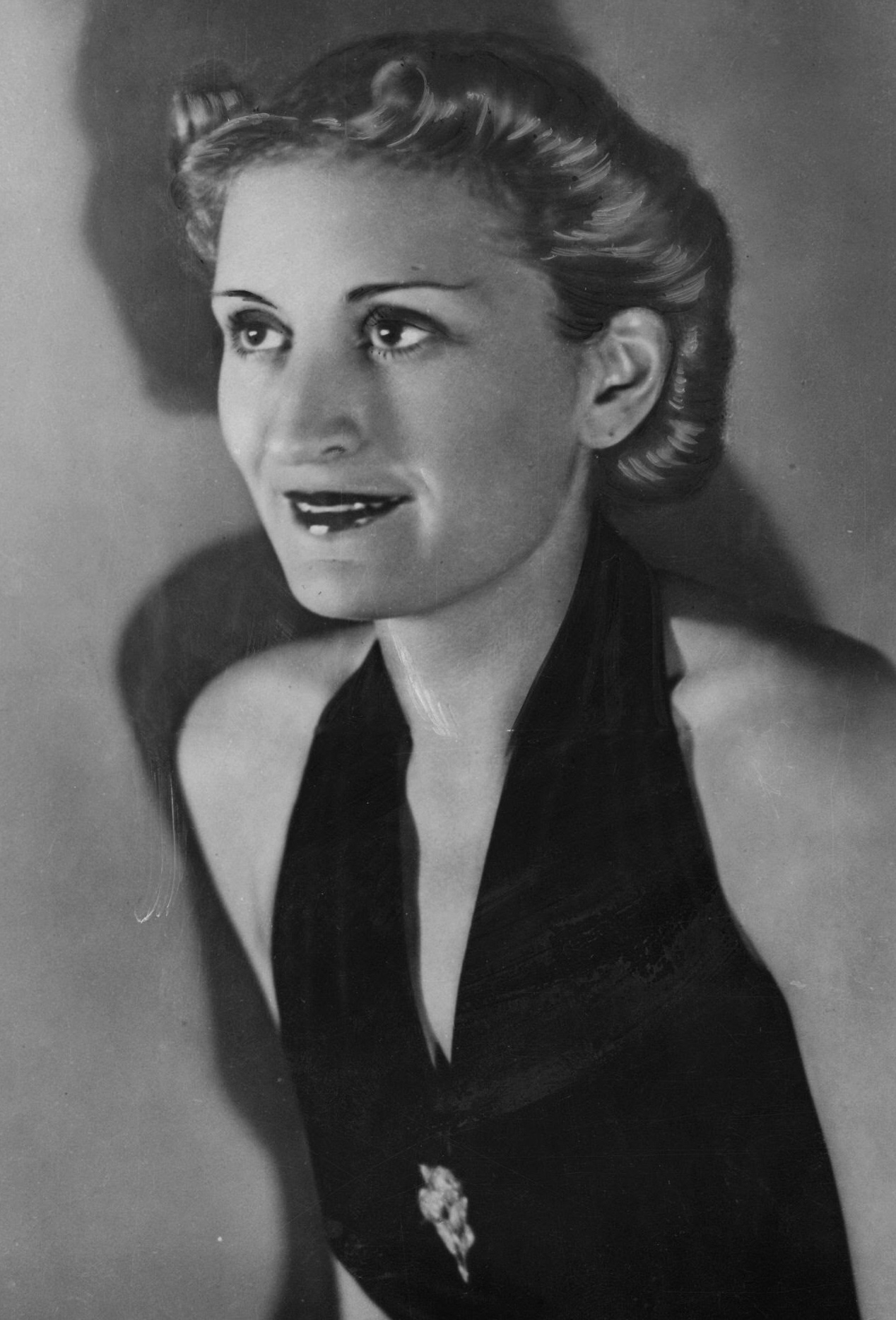
에다 무솔리니

에다 치아노(이탈리아어: Edda Ciano, 1910년 9월 1일 ~ 1995년 4월 9일)는 이탈리아의 파시스트 총리 베니토 무솔리니의 딸이다. 파시스트 선전가이자 외무장관이었던 그녀의 남편 갈레아초 치아노는 무솔리니의 축출에 기여했다는 이유로 1944년 1월 처형되었다. 그녀는 1945년 4월 이탈리아 파르티잔에 의해 아버지가 처형된 후 국가 파시스트당 정권에 관여하지 않았다고 강력하게 부인했다.